# Єлунінська сільська рада
Єлу́нінська сільська рада (рос. Елунинский сельский совет) — сільське поселення у складі Павловського району Алтайського краю Росії.
Адміністративний центр — село Єлуніно.

## Населення
Населення — 558 осіб (2019; 749 в 2010, 831 у 2002).

## Склад
До складу сільської ради входять:
| Населений пункт        | Населення, осіб (2002) | Населення, осіб (2010) |
| ---------------------- | ---------------------- | ---------------------- |
| Єлуніно, село          | 818                    | 733                    |
| Черемно-Підгорне, село | 13                     | 16                     |